# Киреев, Семён Яковлевич
Семён Я́ковлевич Кире́ев (1916, Червово — 17 июля 1944, Питкяранта) — участник Великой Отечественной войны, Герой Советского Союза. Командир взвода 1061-го стрелкового полка 272-й стрелковой дивизии 7-й армии Карельского фронта, лейтенант.

## Биография
Родился в 1916 году в селе Червово Барнаульского уезда (ныне Кытмановского района Алтайского края) в семье крестьянина. Русский. Окончил 7 классов, курсы бухгалтеров. Работал учётчиком, бухгалтером в Чистовском зерносовхозе Булаевского района Северо-Казахстанской области.
В июне 1941 года призван в Красную Армию Булаевским райвоенкоматом Северо-Казахстанской области Казахской ССР. В 1942 году окончил ускоренные курсы младших лейтенантов 7-й армии. В боях Великой Отечественной войны с 1942 года.
Командир взвода 1061-го стрелкового полка (272-я стрелковая дивизия, 7-я армия, Карельский фронт) лейтенант Семён Киреев особо отличился в ходе Свирско-Петрозаводской наступательной операции советских войск.
21 июня 1944 года стрелковый взвод Киреева в числе первых форсировал реку Свирь севернее города Лодейное Поле Ленинградской области. Его взвод, первым из батальона захвата 1061-го стрелкового полка, достигнув противоположного берега, занятого противником, с ходу стремительно ворвался во вражескую траншею и завязал рукопашный бой. Следуя примеру командира, бойцы огнём автоматов и гранатами очистили траншею от врага, подавили огневые точки и рассеяли группу солдат противника. После этого взвод окопался, обеспечив плацдарм всему батальону и полку для последующего форсирования реки. Взвод Киреева проявлял стойкость и отвагу в боях за расширение плацдарма, в прорыве вражеских укреплений.
Указом Президиума Верховного Совета СССР от 21 июля 1944 года присвоено звание Героя Советского Союза.
В бою западнее Питкяранты был тяжело ранен, и скончался 17 июля 1944 года. Похоронен в братской могиле в городе Питкяранта. Прах С. Я. Киреева перезахоронен в братское захоронение в парке на проспекте Урицкого города Лодейное Поле. В Кытманово на мемориале Великой Отечественной войны установлен бюст Киреева Семёна Яковлевича.
Награждён орденом Ленина.

## Память
В Лодейном Поле Герою установлен обелиск. Именем Семёна Киреева названы Чистовская средняя школа, улицы в городе Лодейное Поле и в Петропавловске. Также имя С. Я. Киреева носил Дом пионеров города Питкяранта.